# Castrica oweni
Castrica oweni là một loài bướm đêm thuộc phân họ Arctiinae, họ Erebidae.